# Deropeltis nigrita
Deropeltis nigrita es una especie de cucaracha del género Deropeltis, familia Blattidae.

## Distribución
Esta especie se encuentra en Etiopía, Somalia y Kenia.